# Vejer de la Frontera
Vejer de la Frontera è un comune spagnolo di 12 973 abitanti, situato nella comunità autonoma dell'Andalusia.
Si situa più precisamente nella comarca de La Janda, in provincia di Cadice, città dell'Andalusia. Il centro di Vejer de la Frontera si trova su di una montagna a 200 metri sopra il livello del mare e a 8 chilometri dalla costa; é bagnato dal fiume Barbate. Ha un centro storico fortificato che conserva ancora il castello e varie chiese significative. Il confine comunale comprende un tratto di costa dell'Oceano Atlantico dove si stanzia El Palmar, un piccolo centro rurale che spicca per il turismo e per la bellezza delle sue spiagge. L'economia dipende dall'agricoltura e dal turismo estivo.

## Storia
Vejer de la Frontera fu popolata dall'inizio del Paleolitico ed era già fortificata nell'Età del bronzo. In epoca preromana fu chiamata Besaro e sono stati trovati resti del VII secolo a.C. sotto le mura attuali. Durante l'epoca romana fu denominata Baessipo e comprendeva un porto marittimo chiamato Portus Baessipo, dove si trova ora il comune di Barbate.
Nel 711 Vejer passa in mani musulmane dopo la battaglia de La Janda, nella quale i musulmani, comandati da Tarik, sconfiggono Don Rodrigo. Rimane sotto il dominio arabo per cinque secoli e mezzo, chiamandosi Besher. Di questa epoca rimangono tracce come la porta del castello (XI secolo), parte delle mura e la disposizione delle strade.
Vejer torna in mani cristiane in due occasioni. La prima, nel 1250, sotto il dominio di Fernando III “Il Santo”, ma torna nelle mani degli arabi nel giugno 1264 dopo una rivolta nella quale presero con la forza il castello. La seconda e ultima inizia nell'agosto del 1264 scacciando i mori e finisce nel 1285. Lo stesso anno, Sancho IV concede all'Ordine di Santiago il feudo di Vejer per consolidare il territorio più rapidamente, anche se il suddetto Ordine non prese mai possesso di Vejer. Nel 1307, dopo una seconda ripopolazione, Vejer diventa dominio di Guzmán il Buono che dal 1299 era già signore del feudo delle tonnare di tutta la zona dello Stretto di Gibilterra. Dopo aver preso Tarifa, fu il difensore dello Stretto, diventando padrone e signore, dopo il re, di queste terre.
Durante i secoli XV e XVI, Vejer fu dominata dai Guzmán e nell'Età Moderna il paese, con a capo Juan Relinque, si scontra con i Duchi di Medina Sidonia per il controllo delle terre comunali chiamate “Hazas de la Suerte”.
Il 21 ottobre del 1805 ha luogo la Battaglia di Trafalgar di fronte alle coste di Capo di Trafalgar, a Los Caños de Meca, antica località del comune di Vejer de la Frontera (oggi appartiene al comune di Barbate dopo la sua segregazione nel 1938). La suddetta battaglia navale è considerata come una delle più importanti del XIX secolo tra le flotte di Spagna e Francia contro la flotta inglese che, guidata dal viceammiraglio Horatio Nelson, ottenne la vittoria. Oggi Trafalgar Square («Piazza di Trafalgar» in italiano) è una piazza del centro di Londra (Regno Unito) costruita per commemorare la vittoria.
Durante la Seconda Repubblica Spagnola (1931-1939) Vejer de la Frontera conta 18 000 abitanti divisi tra il centro urbano e le frazioni di Barbate e Zahara de los Atunes soprattutto. Tuttavia, la crisi economica del 1929 ha effetti sull'aumento della disoccupazione nel comune, associato alla bassa produttività economica e ai cattivi raccolti. Durante questo periodo storico si promulgano diverse riforme, come la Riforma agraria, che sfociano in tentativi di collettivizzazione delle terre, principalmente latifondi, che provocano un aumento della tensione legata alla divisione politica e sociale nel comune.
All'inizio della Guerra civile spagnola (1936-1939) si manifestano disordini e violenze che si traducono nella destituzione della Corporazione Municipale e dei funzionari di Vejer, così come arresti e omicidi. Si compie, in tal modo, la distruzione di parte del prezioso patrimonio culturale e religioso del comune attraverso l'incendio della Chiesa Parrocchiale, dell'archivio e della biblioteca.
L'11 marzo 1938, in piena Guerra civile, ha luogo la segregazione della località costiera di Barbate che divenne comune chiamandosi Barbate de Franco (1940-1998) in onore del Generale Francisco Franco Bahamonde (1892-1975). Con la sopraccitata segregazione, Vejer de la Frontera vede diminuita la sua popolazione (10660 abitanti) e la sua estensione territoriale di 143 km² (includendo parte delle Hazas de la Suerte).
Tra gli anni 1940 e 1960, il comune presenta un leggero aumento demografico associato all'attività agricola legata a grandi latifondi. Tuttavia, tra gli anni 1960 e 1980, Vejer de la Frontera registra un'importante emigrazione che riguarda la popolazione più giovane legata al minore dinamismo economico della comarca di La Janda.
Negli ultimi decenni (1990-2005) la crisi del settore agricolo ha lasciato posto al settore terziario connesso al settore del turismo e a quello della costruzione. Precisamente, negli ultimi anni lo scarso dinamismo economico della comarca di La Janda ha contribuito a favorire l'emigrazione dei giovani del comune che spiega il ristagno demografico e l'aumento dell'invecchiamento della popolazione.